# Хельмер, Эдмунд фон
Эдмунд фон Хе́льмер (нем. Edmund von Hellmer; 12 ноября 1850, Вена — 9 марта 1935, Вена) — австрийский скульптор, придерживавшийся в своём творчестве таких направлений, как историзм и югендштиль. В 1912 году был удостоен рыцарского звания.

## Биография

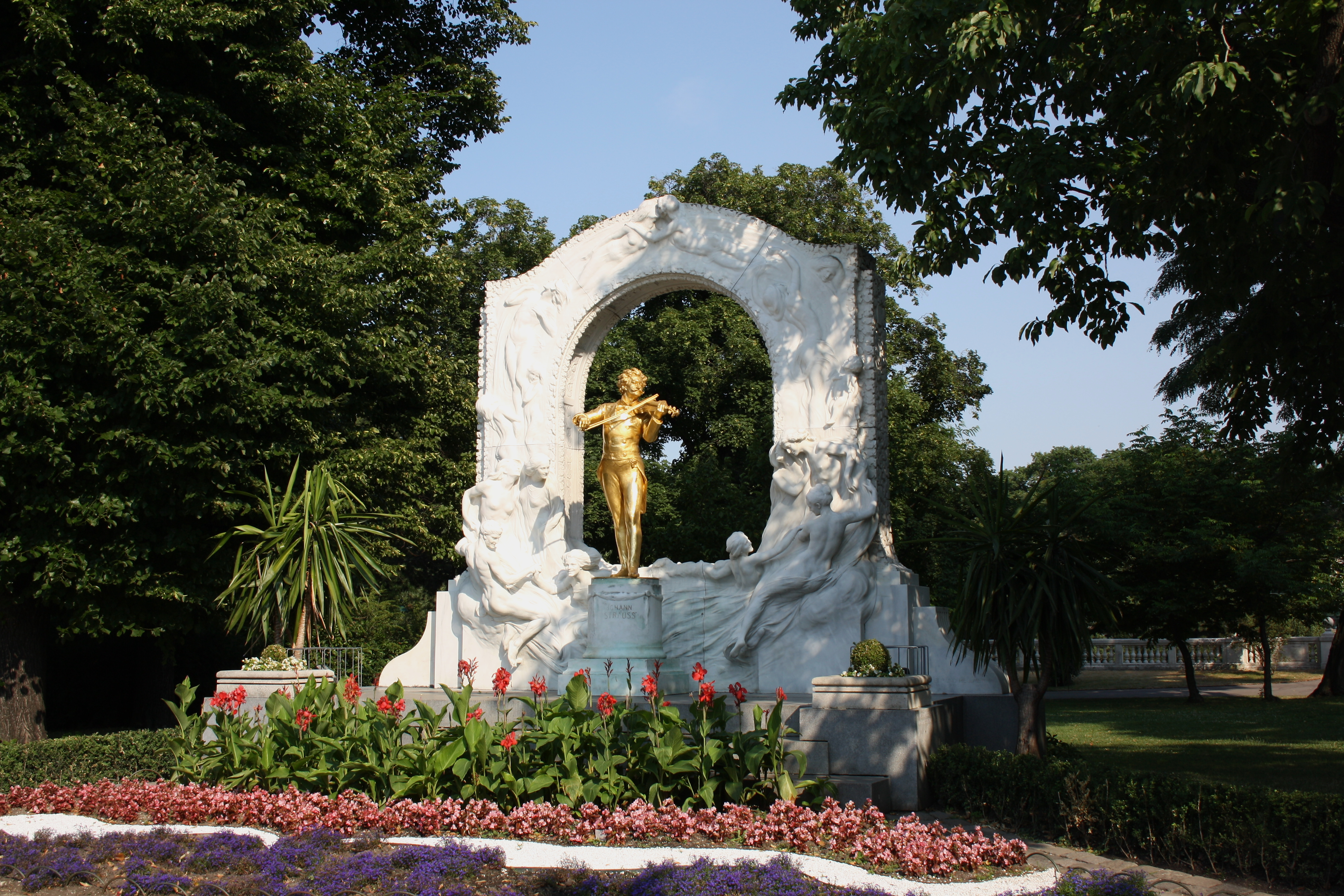
Памятник Иоганну Штраусу в Вене

После окончания гимназии изучал в венском Политехникуме архитектуру. В это же время начинает обучаться скульптуре под руководством своего дяди, скульптора Йозефа Шёнфельда. После первого семестра в Политехникуме Эдмунд Хельмер в 1866 году перевёлся в Венскую академию изящных искусств. Параллельно он работал в скульптурной мастерской Ханса Гассера, при поддержке которого проводит некоторое время в Париже. Его дебют состоялся в 1869 году в Мюнхене на международной выставке, где Эдмунд Хельмер представил свой рельеф на тему легенды о Прометее. Скульптура была удостоена приза. В результате молодой мастер получил стипендию, позволившую ему отправится в двухлетнюю учебную поездку в Италию.
В 1870 году Хельмер вернулся в Вену и далее работал там как свободный художник. В 1873 году у него родился сын, также Эдмунд Хельмер, впоследствии известный юрист. В 1879 году Хельмер получил звание профессора, а с в 1882—1892 годах он являлся доцентом Академии изящных искусств. В 1897 году Хельмер стал одним из основателей художественного движения Венский сецессион. В 1901 году он руководил скульптурной школой, и в 1902—1922 годах — узко специализированной школой искусств. В 1901—1922 годах Хельмер несколько раз избирался ректором и проректором Академии. В последние годы жизни Эдмунд фон Хельмер тяжело болел и передвигался в инвалидной коляске.
Ранние работы скульптора выполнены в духе историзма и представляют собой преимущественно заказы по художественному оформлению одной из центральных улиц Вены Рингштрассе. К началу XX столетия у него чётко проявляются другие формы, отличавшие новый тогда стиль модерн (в Германии и Австро-Венгрии — югендштиль).
Наиболее известные из работ Эдмунда фон Хельмера — статуя Иоганна Штрауса-младшего в венском Городском парке. Другим его выдающимся произведением являлся утраченный в 1945 году памятник освобождению Вены от турецкой осады в соборе Святого Стефана.
Среди учеников Э. фон Хельмера следует назвать таких мастеров, как Кристиан Беренс, Карл Биттер, Иван Мештрович, Антон Ханак, Йозеф Бок, Ганс Брандштеттер.

## Сочинения
- Edmund Hellmer: Lehrjahre in der Plastik. 1. Theil. Schroll, Wien 1900.

## Галерея

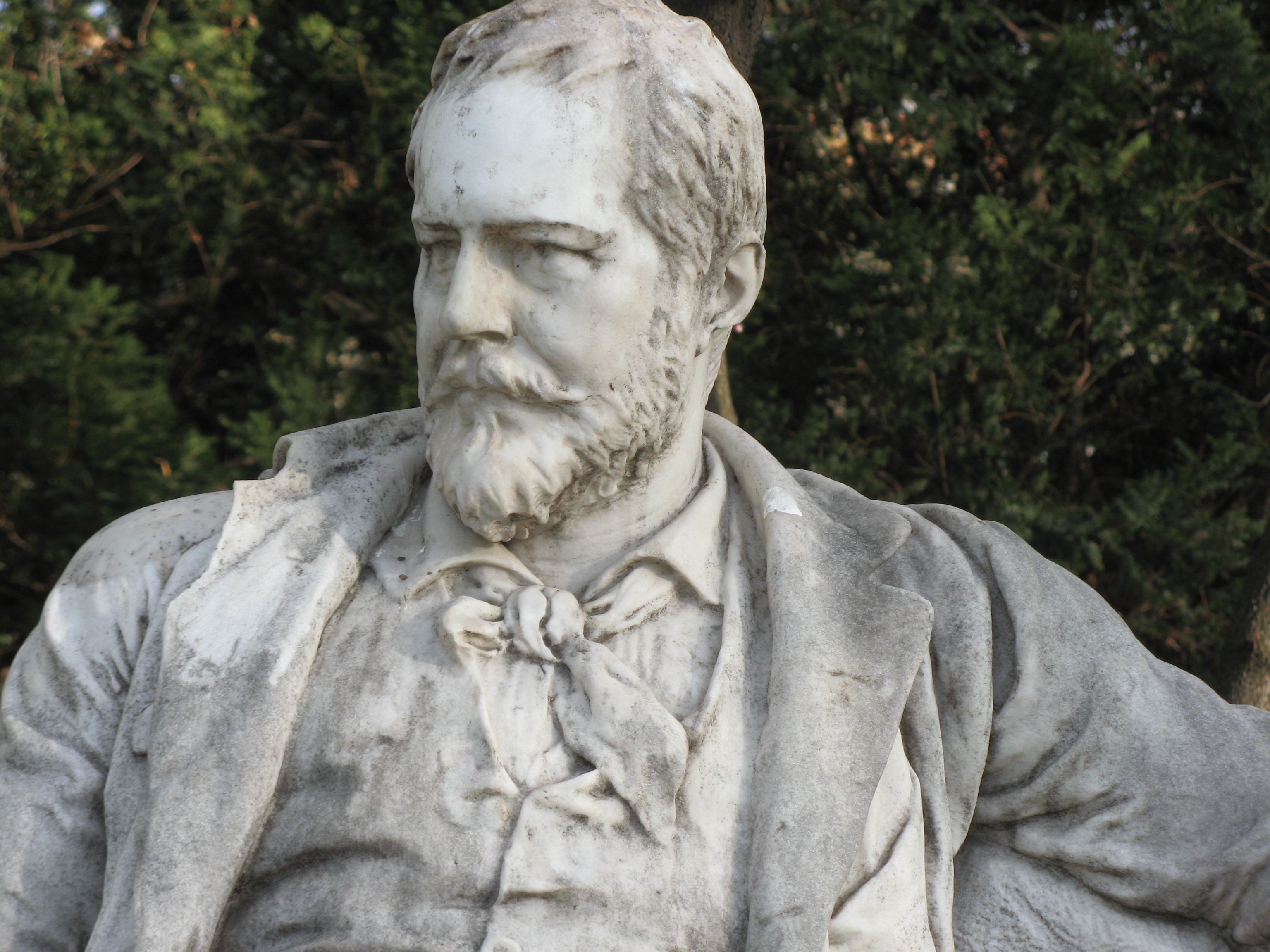
Памятник Эмилю-Якобу Шиндлеру (1895)
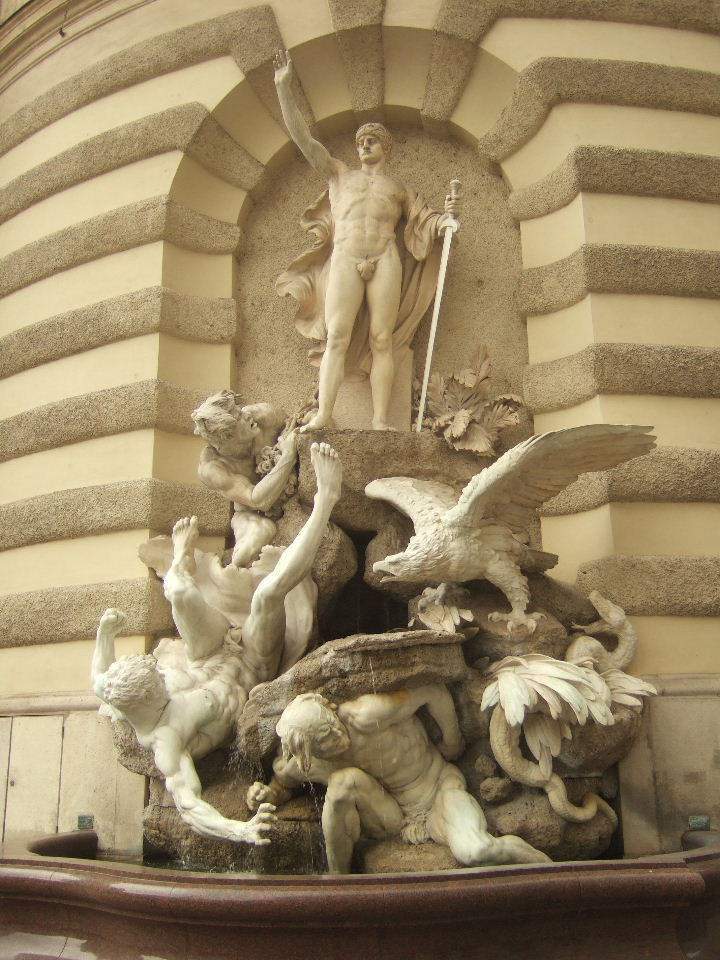
„Власть страны“ (1897)
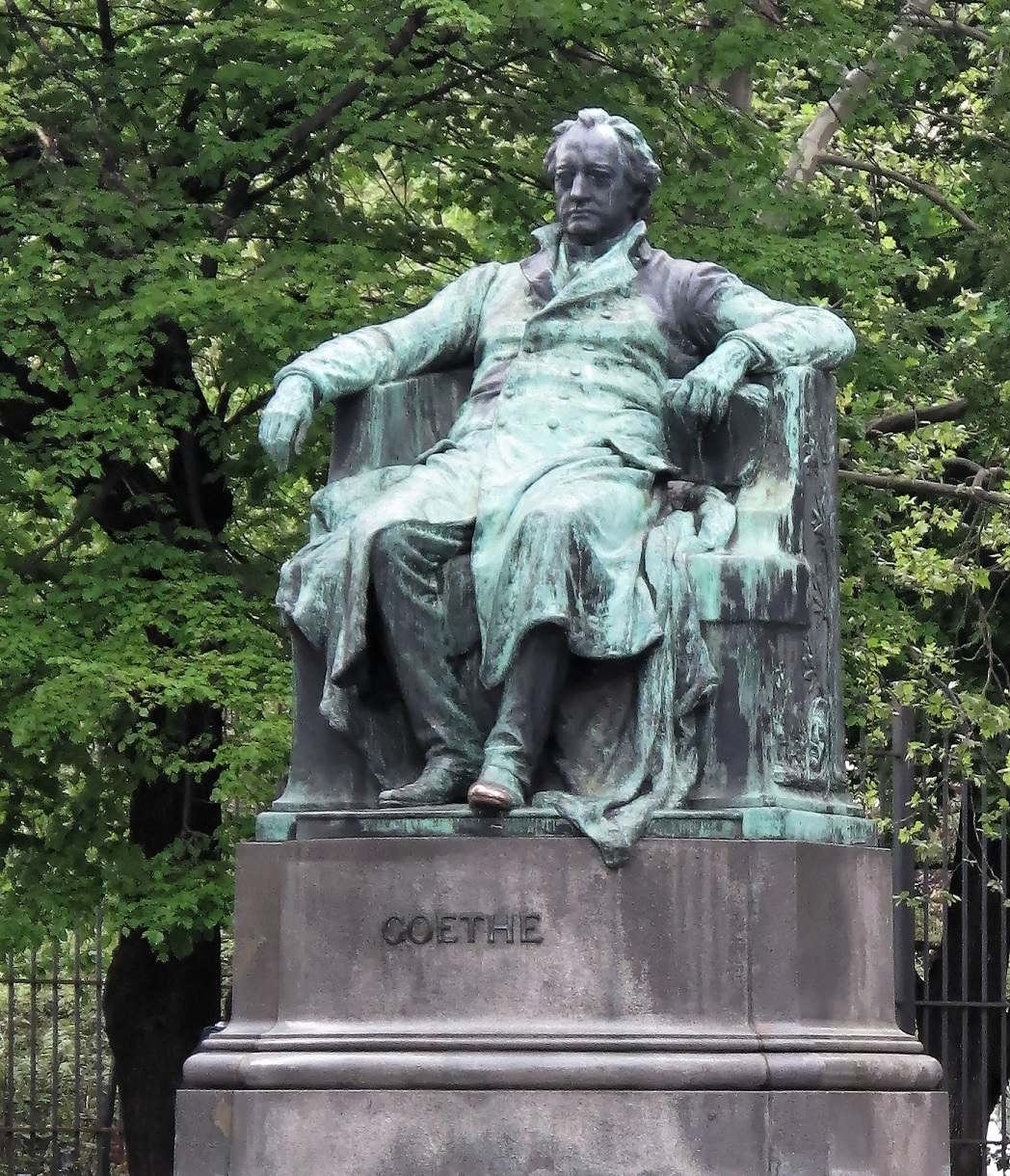
Памятник Гёте (1900)
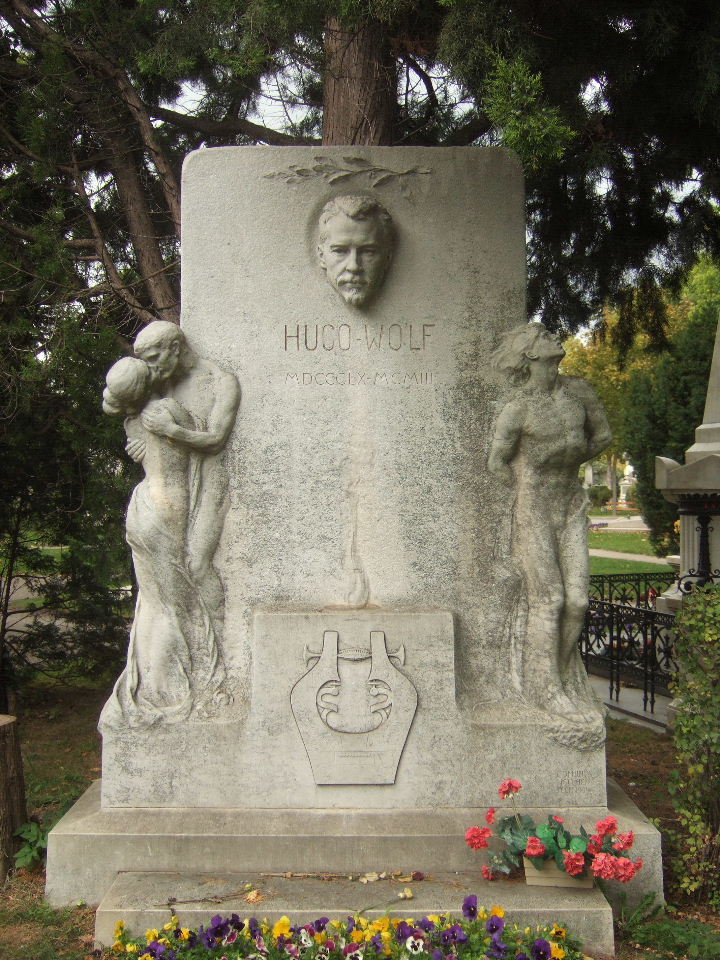
Надгробный памятник Гуго Вольфу (1904)
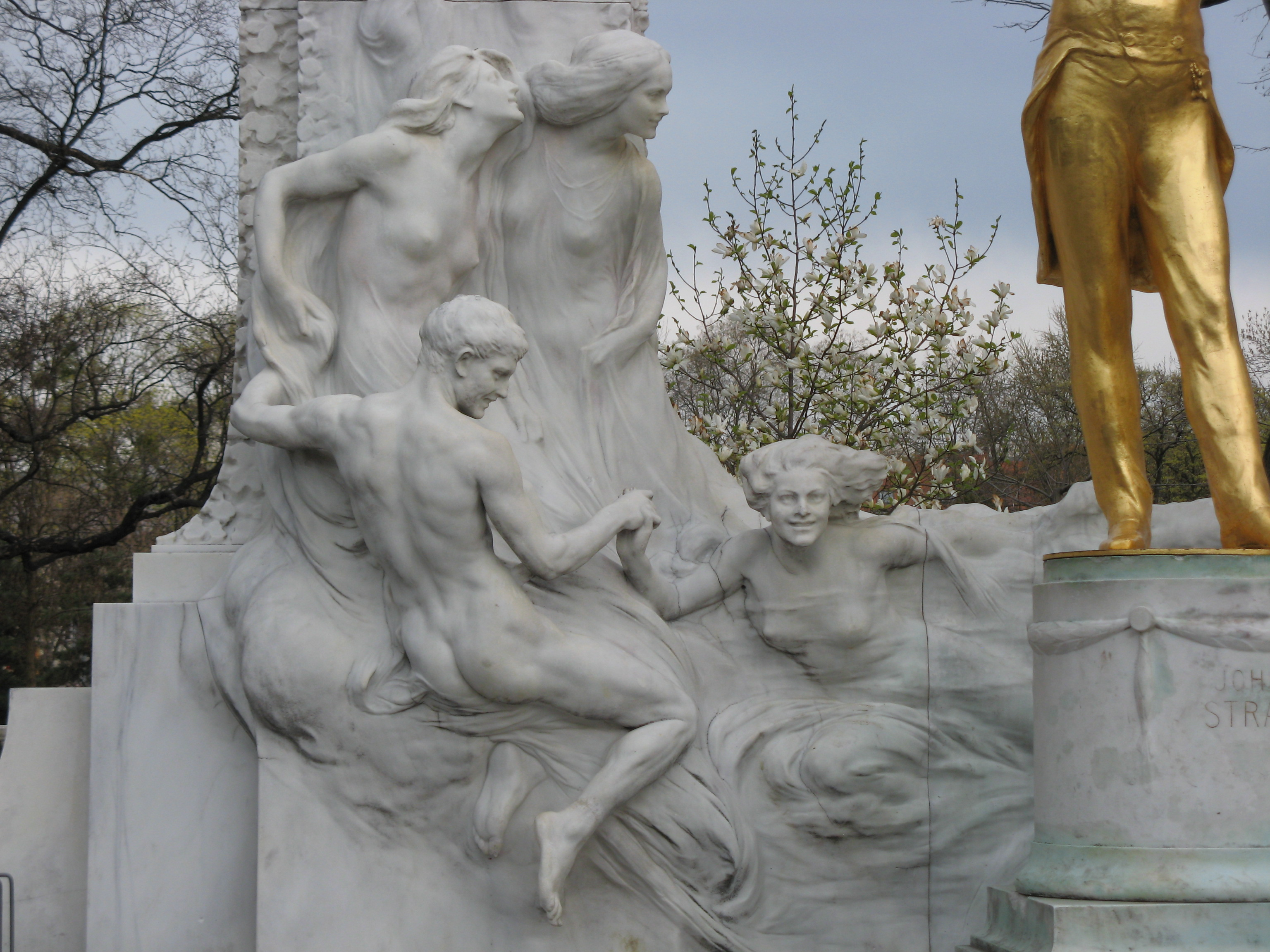
Деталь памятника Иоганна Штрауса (1921)